# Panagiotis Kontaxakis
Panagiotis Kontaxakis (en griego: Παναγιώτης Κονταξάκης, Melbourne, Australia, 16 de agosto de 1964) es un maestro griego de qigong y taichí y un exsaltador de altura.

## Carrera de saltador de altura
Terminó octavo en el Campeonato Europeo de Atletismo en Pista Cubierta de 1989.
Su mejor salto personal era 2.28 metros, conseguido en julio de 1988 en Ankara y que fue repetido en mayo de 1989 en Budapest. Por ello mantuvo el registro nacional griego hasta 1992, cuándo fue igualado por Kosmas Michalopoulos y sobrepasado por Labros Papakostas.